# Тадеуш Пйотровський (альпініст)

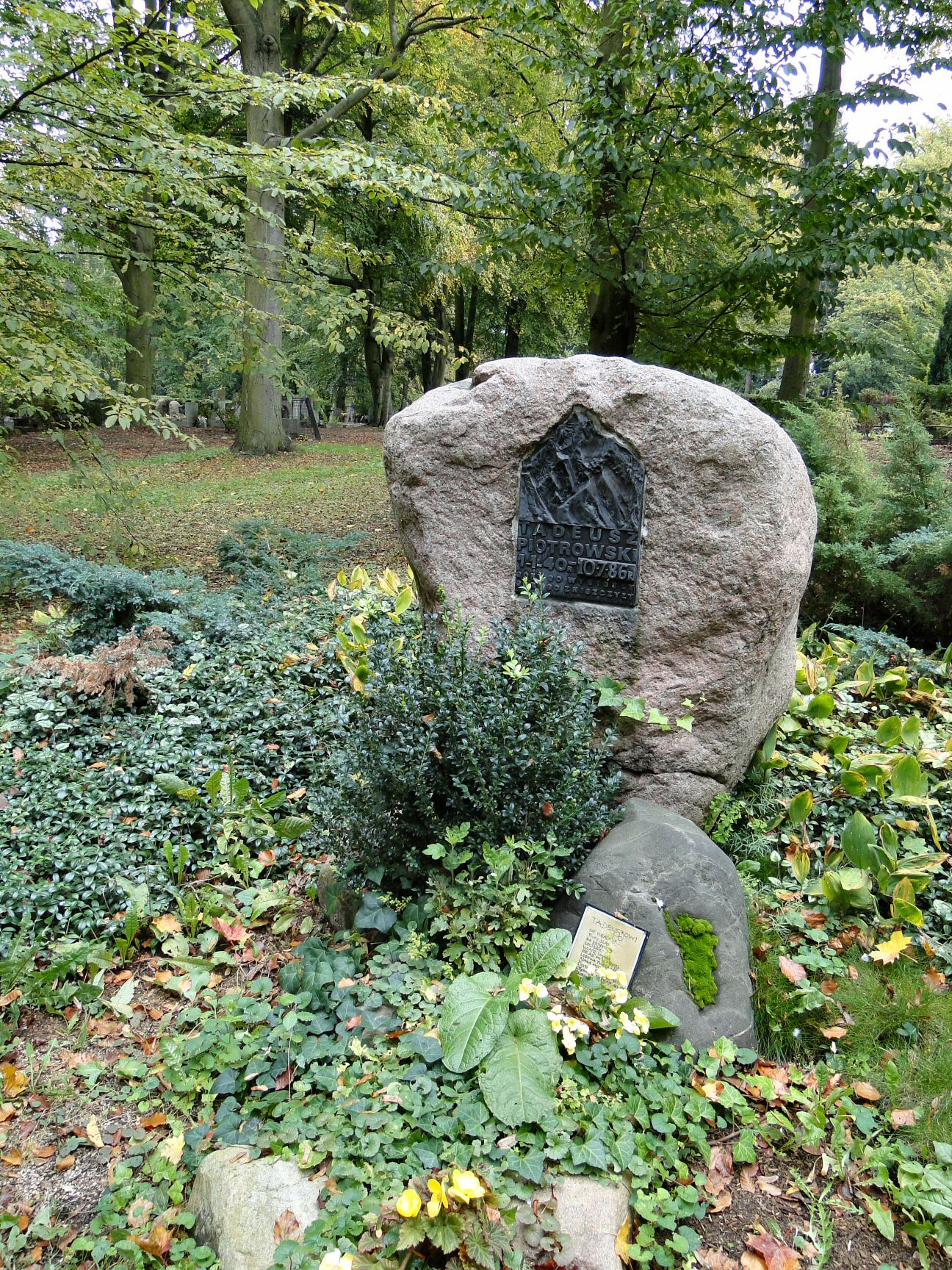
Символічна могила Тадеуша Пйотровського на Центральному цвинтарі в Щецині

Тадеуш Пйотровський (пол. Tadeusz Piotrowski; 1 січня 1940, смт Колки, Маневицький район, Волинська область, Українська РСР, СРСР — 10 липня 1986, Чоґорі, Каракорум) — польський альпініст, автор книг про сходження.
Розпочав підніматися на вершини Татрів на початку 1960-х років, під час навчання в Політехнічному університеті Щецина. На рубежі 1960-х та 1970-х років здобув репутацію видатного альпініста з надзвичайними можливостями та легендарною стійкістю, з часом спеціалізуючись на зимовому альпінізмі та сходженнях на найвищі гори. Належав до числа суворої польської альпіністської групи, декілька його досягнень назавжди зафіксовані в історії світового альпінізму.

## Найважливіші досягнення
(* — зірочка праворуч вказує на найвищий, часто проривний рейтинг)

### У Татрах
- нові маршрути літні 1964 року (наприклад, Велицька Башта) та зимові 1967 року (наприклад, Копрови Вєрх з північного боку);
- 20–23 січня 1968 року — перший зимовий перехід дороги Генріха та Хробака на Казальниці Мімгушовецькій (1-ий прохід по середині стіни протягом усієї зими, разом з Войцехом Єдліньським) *;
- 23-25 березня 1968 року — нанесення нової зимової дороги, т. зв. «Велике варення» на Казальниці Мімгушовецькій (з Яном Кельковським та Здзиславом Прусишем);

### В Альпах
- 1967 рік — масив Монблан: 29 липня Ля-Куртьє, північно-східна сторона, 1-й польський прохід, 2 серпня Ля-Дройто, північно-східна сторона (за 14 годин);
- 1971 рік — Монблан, 1-й зимовий прохід через Великий кутовий стовп, вздовж маршруту Бонатті-Гоббі (з Анджеєм Двораком, Янушем Курчабом та Анджеєм Мрозом)*;
- 1971 рік — Дан Д'Еран (Пеннінські Альпи), новий маршрут на лівій частині північної сторони (з Міхалом Ягеллою та Єжи Мілевським);

### У горах Норвегії
- 1972 рік — перший зимовий прохід стовпа Тролліггена (найвідомішого стовпа та вершини в так званій Трольській гряді, Тролліндіне, в регіоні Ромсдал; з Анджеєм Двораком, Войцехом Єдліньським та Ришардом Ковалевським)*;
- 1972 рік — перший зимовий перехід дороги Фіва (Фіва Рюта, в хребті Троллів — Троллінден);
- 1974 рік — перший зимовий перехід північного боку Троллріггена (названий Трольською стіною, Тролльвегена, через французьку дорогу, вважалвся на той час технічно найскладнішим маршрутом в Європі*;
- 1977 рік — II зимовий прохід англійською дорогою, так званим Маршрут Римона, по Стіні Тролів — Тролльвегген;

### Експедиційні досягнення
- 1969 рік — перший підйом на Скалістий Пік (5621 м), найвища вершина ареалу (у польській групі 5) та перший підйом на п'ять інших непідкорених вершин, включаючи дві видатні (Паміро-Алай, гірський вузол Матца);
- 1973 рік — вихід на Пік Комунізму в Памірі;
- 1973 ріе — 1-е зимове сходження на Ношак (7492 м або 7485 м, залежно від підходів у вимірюванні) в афганському Гіндукуші (разом з Анджеєм Завадою), відкриття зимового гімалаїзму*;
- 1978 рік — сходження на Тірич-Мір (7692 м), новий маршрут по східному хребту (разом з Єжи Кукучкою та Міхалом Врочинським);
- 1978 рік — перше сходження Бінду Гул Сом (6350 м) (з Єжи Кукучкою);
- 1979 рік — 2-е сходження на Ракапоші (7788 м), новий шлях, величезний північно-західний кряж, Каракорум, Пакистан (з Ришардом Ковалевським та М. Шер-Ханом з Пакистану)*;
- 1980 рік — 1-е сходження на східну частину Дістагіль-Сару (7696 м), Каракорум, Пакистан (в команді з 5 осіб);
- 1982 рік — Нангапарбат (8125 м), Пакистанські Гімалаї, спроба прокласти новий дорогу на південно-східній частині гори Рупал на висоті близько 7950 м, у складі польсько-швейцарської команди з 4-х чоловік (після спуску до найвищого табору три альпіністи привезли четвертого, швейцарця, який намагався піти далі за будь-яку ціну й потребував допомоги після кемпінгу[3]); цей шлях проклала до кінця об'єднана польсько-мексиканська команда в 1985 році.
- 1983 рік — 1-е зимове сходження на Апі (732 м), Гімалаї, західний Непал (з Анджеєм Белунем);
- 1985 рік — участь у польсько-мексиканській експедиції, яка планувала піднятися на південну-східну частину Нангапарбат;
- 1986 рік — К2 (8611 м) по новому маршруті з південної сторони, відомою сьогодні як Польська лінія (з Єжи Кукучкою)*;

У лютому 1973 року Тадеуш Пйотровський та Анджей Завада (керівник експедиції), підкоряючи в піонерській зимовій експедиції найвищу вершину Афганського Гіндукуша, Ношак (7485 м), встановили якісний рекорд, оскільки цей пік став першим семитисячником у світі, який вдалося підкорити взимку. Таким чином, ця експедиція започаткувала нову дисципліну — підкорення найвищих вершин світу взимку (зимовий альпінізм), на якому тривалий період часу спеціалізувалися поляки, особливо це стосується вершин-восьмитисячників.
За альпіністську кар'єру Пйотровський чотири рази був відзначений найвищою спортивною нагородою Польщі — Золотою медаллю «За видатні спортивні досягнення».

## Трагічні випадки
Восени 1974 року Тадеуш Пйотровський брав участь у національній експедиції на Лхоцзе (8511 м над рівнем моря), важливій завдяки рекордно високій зимовій висоті близько 8250 м (Анджей Завада та Анджей Генрих, 25 грудня 1974 року). 17 грудня під час одного зі спусків у команді з трьох осіб, в якій найсильнішим альпіністом був Пйотровський, на висоті близько 7000 м, швидше за все через недостатню опіку під час маніпуляцій з альпіністським спорядженням або ж від виснаження, помер режисер Станіслав Ляталло. Ця трагедія на декілька років відсторонила Пйотровського від провідного альпіністського середовища та національних експедицій.
У 1983 році Піотровський здійснив невелику зимову експедицію на гімалайський семитисячник Апі (піднявся на вершину в ніч з 24 на 25 грудня). Першим до вершини дійшов Анджей Белунь, який його супроводжував, на 1-2 години раніше, але він зник у сніжному покриві.
8 липня 1986 року приблизно о 18:30, після 5-денного сходження, Пйотровський та Єжи Кукучка піднялися на вершину К2 після проходженням по центру південної сторони нового шляху (на даний час називається Польська лінія, ще не повністю повторена). Для підкорення піку — після виходу на висоту близько 8200 м, де в них закінчився газ до грілки, — боячись настання темряви, вони пішли повільним темпом, не спускаючи спальних мішків та намету. Під час спуску — стаціонарною дорогою, на якій розташовані інші експедиційні табори — проте в гіршу погоду їм довелося робити перевал ще вдвічі, на висоті близько 8 300 і 7 900 м, маючи лише тонку тканину для кемпінгу, окрім цього в експедиції закінчилася їжа та напої. Незабаром після виїзду з другого табору через неспроможність поставити боковий намет (або через неправильне розміщенні, можливо, внаслідок втоми) на крижаній ділянці трохи нижче фініалу Зебри Абруццо Пйотровський впав прямо на свого партнера, який не зміг втритати його перед тим, як впасти в безодню. Піотровський став п'ятою з 13 жертв трагічного сезону 1986 року на К2.

## Публікації[8]
- W burzy i mrozie. Wyd. «Iskry», Warszawa 1977 (серія: «Naokoło świata»)
- Himalajska zima, w: «Poznaj Świat» nr 1 (290) Rok XXV, styczeń 1977, s. 21–25
- Gdy krzepnie rtęć. Wyd. «Iskry», Warszawa 1982 (серія: «Naokoło świata»); ISBN 83-207-0351-4
- W Ścianie Trolli. «Sport i Turystyka», Warszawa 1984; ISBN 83-217-2540-6
- W lodowym świecie Trolli. «Sport i Turystyka», Warszawa 1986; ISBN 83-217-2541-4
- Słońce nad Tiricz Mirem. «Sport i Turystyka», Warszawa 1988; ISBN 83-217-2687-9
- Viharban, fagyban (tłum. Czibók István). Wydawnictwo «Gondolat», Budapeszt 1988 (przekład na węgierski «W burzy i mrozie»); ISBN 963-282-007-X
- Naga Góra — Nanga Parbat. «Sport i Turystyka», Warszawa 1990; ISBN 83-217-2808-1